# Lederer Sándor (biztosítótársasági elnök)

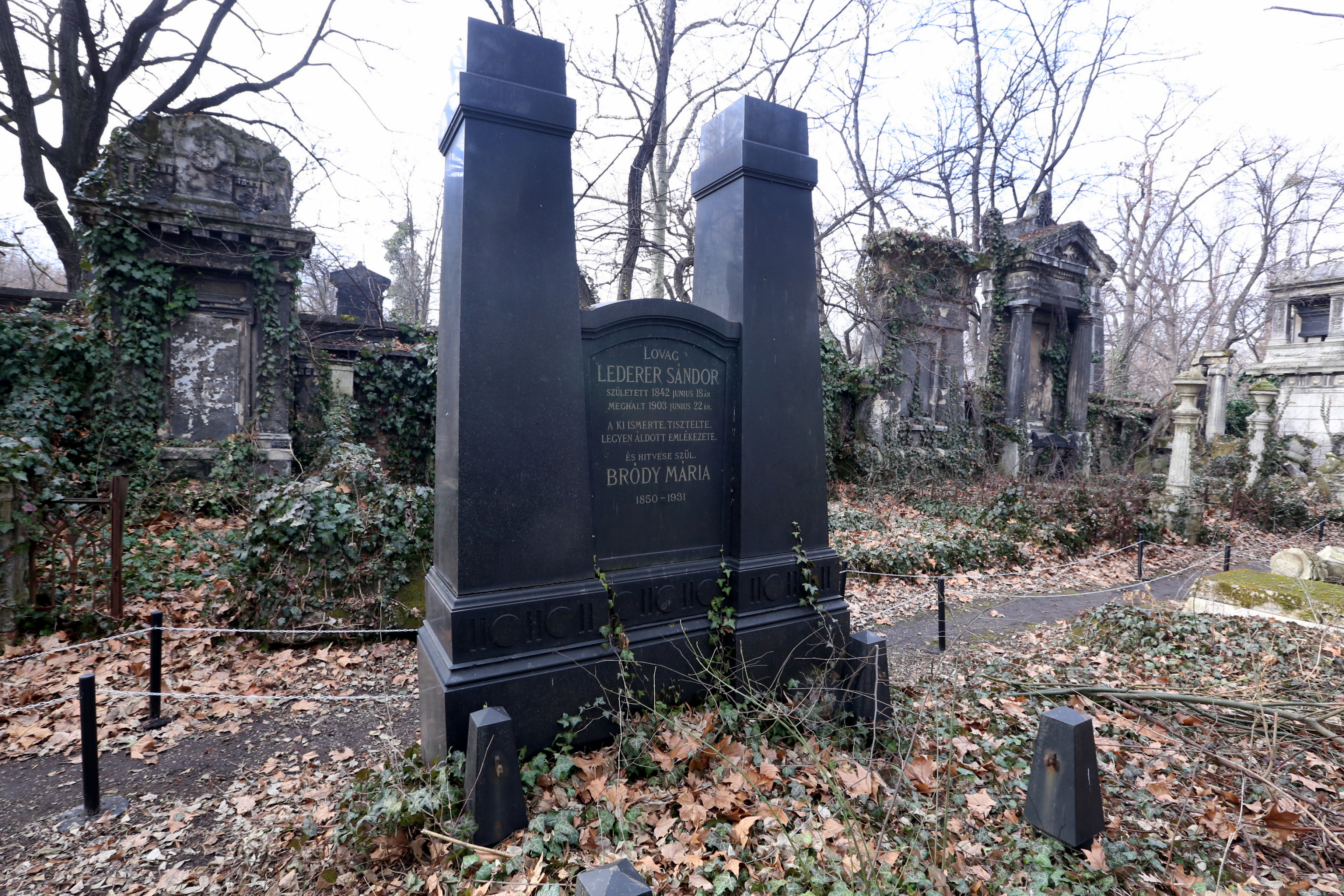
Sírja a Salgótarjáni utcai zsidó temetőben

Lovag Lederer Sándor (Pest, 1842. június 18. – Aussee, 1903. június 22.) közgazda, bankigazgató, biztosítótársasági elnök.

## Életútja
Lederer Ignác és Drusa Betta fia. A kereskedelmi pályára nevelték. 1869-ben Türr Istvánnal, Almássy Pállal, Károlyi Gyulával, Zichy Jenővel és Széchenyi Emillel közösen megalapította a Magyar Általános Kőszénbánya Rt-t. 1879-ben a székesfehérvári kiállításnak intézője lett; ez alkalomból kapta meg a III. osztályú vaskorona-rendet és a lovagi címet.
1883-ban a földmívelésügyi, ipari és kereskedelmi miniszter által alapított értékmegállapító bizottság tagjává nevezték ki. Tagja volt az 1885. évi, és az 1895. évi Országos Kiállítások szervező bizottságának, valamint az 1900. évi párizsi világkiállítás magyar országos bizottsága tagja.
Részt vett több nagyobb szabású pénzintézet alapításában, a Magyar Országos Bank vezérigazgató-helyettese (1883-ig), és az Iparos és Kereskedelmi Bank (később Magyar ipar- és kereskedelmi bank részvénytársaság) igazgatója. A Fonciére Pesti Biztosító Intézet igazgatósági tagja volt. Az Adria gőzhajó-társulatot, melynek igazgatója, majd 1888-ban elnöke, később alelnöke, majd 1902-től haláláig ismét elnöke volt, jelentékeny közgazdasági faktorrá emelte. Halála után emlékére a Társaság az egyik új hajóját róla nevezte el, mely hajót Viczián István is megemlíti emlékirataiban. Iparos és kereskedelmi közintézeteknél előkelő bizalmi állásokat foglalt el, 1893-ban az Országos Iparegyesület igazgatóságának tagja.
Budapest főváros törvényhatóságának tagja, a legtöbb adót fizetők közül választott tagok között.
Ismert volt sportszeretetéről és a sport támogatójaként lépett fel. 1902-ben rész vett a Fővárosi Torna Club megalapításában. 1894-ben alapította versenyistállóját, már 1895-ben 14 lova volt, 1898-ban 20 lova indult a versenyeken. Egyik lova 1901-ben megnyerte a Szent István-díjat.
Nagy részvét mellett helyezték nyugalomra a Salgótarjáni utcai zsidó temetőben. A Szabadság téri Adria-palotában tartott gyászszertartáson Lazarus Adolf főkántor és a kórus gyászéneke után Kohn Sámuel főrabbi mondott emlékbeszédet, majd Matlekovits Sándor méltatta az elhunyt érdemeit.
Felesége Bródy Mária (1850–1931) volt, Bródy Salamon kereskedő, birtokos és Kohn Matild lánya, akit 1867. június 18-án Sajószentpéteren vett nőül.

## Munkái
- A mathematikai tudományok története. I. A legrégibb időktől a XVI. század végeig. Suter Henrik után ford. Budapest, 1874. Két rajzzal.
- Iparcsarnok és állandó kiállítás. Adalék az iparmozgalomhoz. Uo. (1880).

## Díjai, kitüntetései
- III. osztályú vaskorona-rend és lovagi cím (1879)[7]
- A spanyol király III. Károly-rend lovagkeresztje (1890)[27]
- Török császári II. oszt. Osmanié-rend (1892)[28]